# Nacktkopf-Paradiesvogel
Der Nacktkopf-Paradiesvogel (Cicinnurus respublica, Syn.: Diphyllodes respublica), auch Blauköpfiger Paradiesvogel genannt, ist eine sehr kleine Vogelart aus der Gattung Cicinnurus innerhalb der Familie der Paradiesvögel (Paradisaeidae). Er lebt nur auf den Inseln Batanta und Waigeo vor der Küste Westneuguineas und kommt dort in Höhen bis zu 1200 Metern vor.
Die Bestandssituation der Nacktkopf-Paradiesvogels wird von der IUCN als potenziell gefährdet (near threatened) eingestuft. Es werden keine Unterarten unterschieden.

## Merkmale

### Körperbau und -maße
Der Nacktkopf-Paradiesvogel erreicht eine Körpergröße von 16 Zentimetern, inklusive des mittleren Steuerfederpaars erreichen die Männchen eine Körperlänge von 21 Zentimeter lang. Sie zählen damit zu den kleinsten Paradiesvögeln. Der Schnabel hat eine Länge von 2,3 bis 2,8 Zentimeter. Die Männchen wiegen zwischen 53 und 67 Gramm. Die Weibchen sind mit einem Gewicht zwischen 52 und 60 Gramm fast gleichschwer.

### Männchen

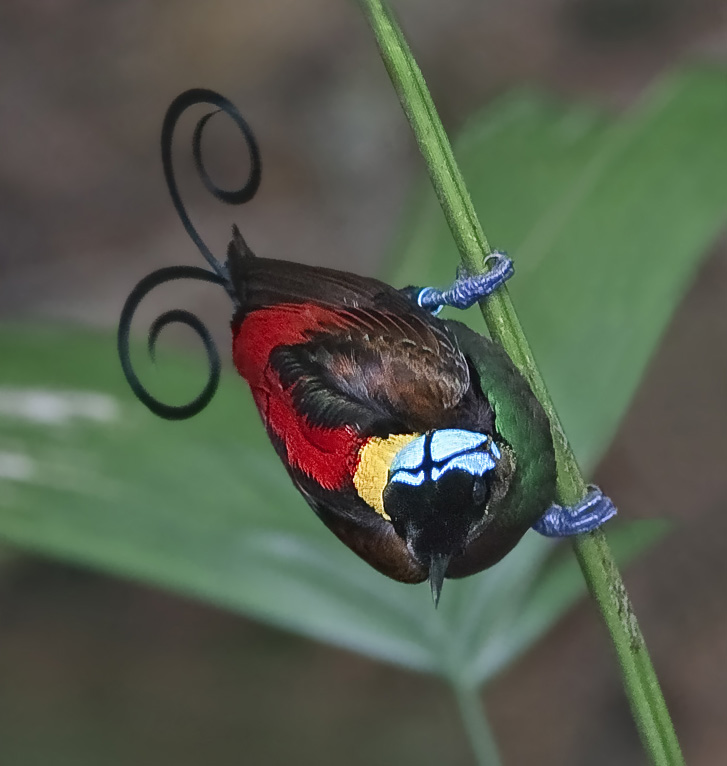
Nacktkopf-Paradiesvogel, Männchen

Bei den Männchen sind der Scheitel und der Nacken weitgehend ohne Federn. Die nackte Haut ist leuchtend blau. Über den Scheitel verläuft eine feine kompakte blauschwarze Federlinie, die kupferfarben glänzt. Die am unteren Nacken befindlichen Federn sind verlängert und bilden einen leuchtend gelben Kragen, der auffällig mit dem tief karminroten Mantel kontrastiert. Dieser ist von einer breiten schwarzen Linie eingefasst. Die kleinen Flügeldecken sind schwarzbraun mit blass erdbraunen Säumen. Die großen Flügeldecken sind dunkel erdbraun mit feinen karmesinroten Federsäumen. Die Armschwingen sind schwarzbraun mit karmesinroten Federsäumen an den Außenfahnen, die nicht ganz bis zur Federspitze reichen. Die Armschwingen sind dunkelbraun mit sehr feinen karmesinroten Federsäumen an den Außenfahnen. Der Bürzel und die Oberschwanzdecken sowie die Oberseite des Schwanzgefieders sind schwarzbraun, lediglich das zu schmalen Federsicheln entwickelte mittlere Steuerfederpaar, das stark nach außen gebogen ist, ist blauviolett und glänzt bei bestimmten Lichtverhältnissen magentafarben.
Das Kinn und die obere Kehle sind samtschwarz mit einem kupferfarbenen bis violetten Glanz. Von dem mittleren Kehlbereich bis zum Bauch erstreckt sich ein ölig smaragdgrün glänzendes Gefieder, dass bei bestimmten Lichtverhältnissen auch blauviolett bis rotviolett schimmern kann. Entlang der Kehlmitte gibt es einige Federn, die dagegen stark türkisblau glänzen und die unterste Reihe der Brustfedern weist stark glänzende türkisgrüne Federspitzen auf. Die übrige Körperunterseite ist erdbraun mit einem dunkelvioletten Glanz bei bestimmten Lichtverhältnissen. Der Schnabel ist schwärzlich, das Schnabelinnere ist blassgelb. Die Iris ist dunkelbraun, die Beine und Füße sind intensiv blau.
Noch nicht geschlechtsreife Männchen sind zunächst wie die Weibchen gefärbt, haben aber in der Regel schon einzelne Federn, die dem Gefieder des Männchens entsprechen. Das Gefieder der adulten Männchen zeigt sich als erstes am Kopf.

### Weibchen
Den Weibchen fehlen die mittleren Steuerfedern, die beim Männchen stark nach außen gebogen sind. Die Weibchen und Jungvögel weisen ein überwiegend braunes Gefieder auf der Oberseite auf. Weibchen haben wie die Männchen eine nackte, blaue Krone und Nacken. Das übrige Kopfgefieder ist schwarzbraun. Die übrige Körperoberseite ist dunkel olivfarben, wobei die Flügel und das Schwanzgefieder eine stark rötlich-braune Tönung haben. Das Kinn, der Bartstreif und die unteren Ohrendecken sind cremefarben bis hell rotbraun mit feinen grauen Flecken. Die übrige Körperunterseite ist blass rotbraun mit feinen, gleichmäßigen Querbändern. Die Beine und die Füße sind etwas dunkler als bei den Männchen.

## Verbreitungsgebiet und Lebensraum
Der Nacktkopf-Paradiesvogel wurde bislang nur auf den Inseln Waigeo und Batanta beobachtet. Die beiden Inseln gehören zu Raja Ampat, einem Archipel im Indopazifik westlich von Neuguinea. Es liegt östlich der Molukkeninsel Halmahera und nordwestlich der Vogelkophalbinsel Neuguineas. Batanta liegt im Osten und Waigeo im Norden des Archipels. Die Dampierstraße, eine Meeresenge zwischen den Inseln Neuguinea, Batanta und Salawati im Süden und Waigeo und Gam im Norden, trennt die beiden Inseln.
Die Nacktkopf-Paradiesvogel besiedelt hier vorwiegend die Wälder der Vorgebirge. Nur selten kommt er auch in den Regenwäldern der Tiefebenen oder den Bergwäldern dieser Inseln vor. Auf Batanta kommt er am häufigsten in einer Höhenlage von etwa 460 Metern vor.

## Lebensweise
Der Nacktkopf-Paradiesvogel lebt meist solitär oder in gemischten Schwärmen mit anderen Singvögeln. Er ernährt sich von Früchten, Insekten und Spinnen. Gefangene Heuschrecken werden von ihnen zu einer Ansitzwarte getragen, dort mit einem Fuß oder beiden Füßen festgehalten und von Beinen und Flügeln befreit, bevor sie gefressen werden. Die Männchen sind schon in den frühen Morgenstunden zu hören, wie sie von Singwarten aus rufen.

## Fortpflanzung

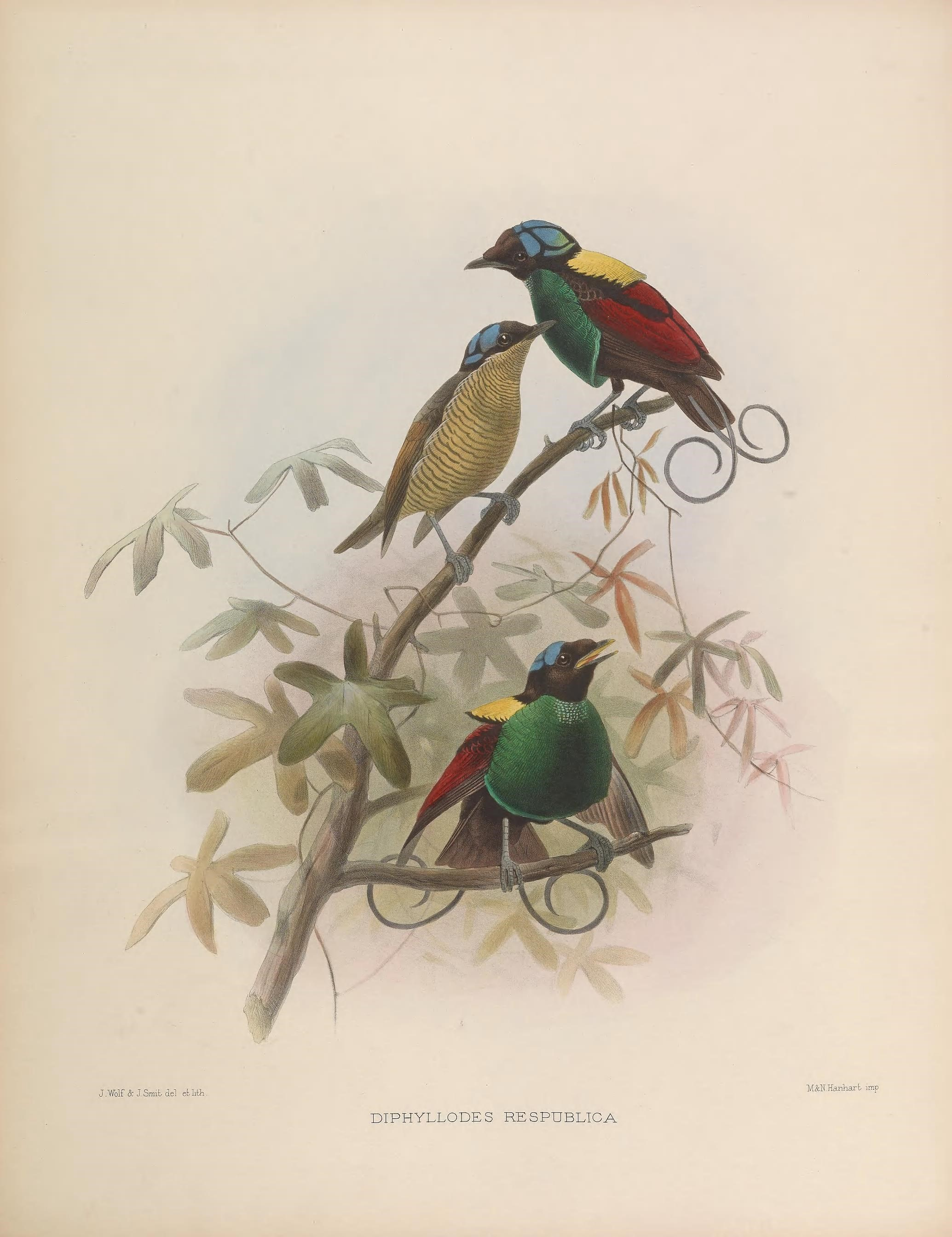
Nacktkopf-Paradiesvögel

Nacktkopf-Paradiesvögel sind polygyn, das heißt, dass ein Männchen sich nach Möglichkeit mit mehreren Weibchen paart. Die Weibchen ziehen jeweils den Nachwuchs alleine groß.
Männchen zeigen nur am Balzplatz ein Territorialverhalten. Über die Größe des Balzplatzes gibt es unterschiedliche Angaben. Einige Beobachter beschreiben Balzplätze mit einem Durchmesser von einem halben bis einem Meter. Andere Autoren sprechen von einem Platz, der etwa zwei bis drei Meter groß ist. Ähnlich wie bei vielen der Laubenvögel wird dieser Balzplatz von störenden Pflanzen und herabgefallenen Blättern gereinigt, so dass der Boden unbedeckt ist. Zum Teil werden auch Blätter angrenzender Bäume entfernt, so dass Licht auf den Balzplatz fallen kann. Zentral für den Balzplatz ist ein astloser Baumschössling, der am Boden einen Durchmesser von etwa 3 Zentimeter hat und circa 2,4 Meter hoch ist. Auf diesem zeigt das Männchen seinen Blauplatz, bei dem das Schwanz- und Brustgefieder präsentiert wird.
Das Balzverhalten von Nacktkopf-Paradiesvögeln konnte bereits gefilmt werden und wurde unter anderem von David Attenborough in seinen Natursendungen für die BBC gezeigt. Ein Weibchen löst das Balzverhalten aus, indem es auf dem Baumschössling landet. Das Männchen, das gewöhnlich weiter unten auf dem senkrechten Stamm des Schösslings sitzt, wendet ihr zunächst nur den Kopf zu und bewegt diesen ruckartig hin und her. Das Gefieder ist noch nicht gesträubt. Nähert sich das Weibchen ihm weiter, zieht er Kopf und Hals zurück, sträubt das Brustgefieder und stellt das Schwanzgefieder in einem Winkel von 90 Grad nach oben. Bei allen beobachteten Balzen flog das Weibchen dann ins umgebende Geäst. Das Männchen legt das Gefieder dann wieder glatt an, das Schwanzgefieder bleibt aber nach oben gestellt. Kopf und Schnabel weisen weiterhin auf das Weibchen. Kehrt das Weibchen dann wieder auf den Baumschössling zurück, sträubt das Männchen erneut sein Gefieder. Weiter ist das Balzverhalten noch nicht beobachtet worden. Es ist möglich, dass vom Männchen des Nacktkopf-Paradiesvogels aus danach ähnlich wie beim Sichelschwanz-Paradiesvogel weitere Balzelemente folgen.
Nester von Nacktkopf-Paradiesvögeln sind bis zum Ende des 20. Jahrhunderts noch nicht wissenschaftlich beschrieben worden. Es liegen auch noch keine Informationen über Eigröße, Eifarbe, Brutdauer und Nestlingszeit vor.

## Haltung
Der Nacktkopf-Paradiesvogel ist bereits verschiedentlich in Zoologischen Gärten gehalten worden. Sowohl im London Zoo als auch im Chester Zoo sind die oben beschriebenen Balzelemente beobachtet worden. Nachzuchten sind bislang nicht gelungen.

## Etymologie
Der Ornithologe und Erstbeschreiber Charles Lucien Bonaparte, ein Neffe Napoleons und Republikaner, nannte folgende Begründung für die Namengebung dieses Vogels:

„Es gibt Leute, die sich befleißen, ihre schönsten Spezies mit dem Namen von Fürsten zu belegen: da ich meinerseits der Autorität aller Fürsten der Welt keinerlei Achtung entgegenzubringen vermag, habe ich diesen wunderschönen Paradiesvogel mit dem Namen der Republik geschmückt; jener Republik, die ein Paradies wäre, würde sie nicht durch die üblen Machenschaften und den Ehrgeiz sogenannter Republikaner, die dieses Namens nicht würdig sind, in eine Hölle verwandelt. Da es aber nun einmal keine paradiesische Republik geben soll, so gibt es doch jetzt wenigstens eine Paradisea respublica, einen republikanischen Paradiesvogel.“